# Karneadés z Kyrény
Karneadés z Kyrény, řecky Καρνεάδης (214 př. n. l., Kyréna – 129 př. n. l., Atény) byl starořecký filozof narozený na území dnešní Libye. Stál v čele tzv. Nové Akademie. Navázal zejména na Arkesiláa. Údajně byl nejoblíbenějším a nejvěhlasnějším scholarchou a „přivedl Akademii k obecnému respektu mezi občanstvem.“ Respekt mu vysloužilo i údajné narození ve stejný den v měsíci jako Platón a smrt při zatmění měsíce, což se označilo jako smutek nebes. Byl tak vytížený studiem a výukou, že si dokonce neměl čas stříhat vlasy ani nehty.
Texty nezanechal, jeho učení zaznamenal jeho žák Kleitomachos, dozvídáme se o něm hojně také u Cicerona a Sexta Empirika, neboť Karneadés podnikl filozofickou misii v Římě, který tím velmi ovlivnil. Byl radikálním skeptikem a probabilistou. Zpochybňoval především možnost poznání pravdy rozumovou cestou. Na to upozorňoval především skrze paradoxy, například paradoxu Kréťana lháře, kde je výrok sám v sobě rozporný. Člověk se dle něj musí spokojit jen s kategorií pravděpodobnosti, která však dostačuje ke správnému rozhodování a žití. Ostré kritice podrobil školu stoiků i epikurejců. Kritizoval zejména stoické kritérium pravdy, tzv. kataleptickou představu, ale také stoickou teologii (důkaz o existenci bohů) i stoickou etiku.
Jeho význam spočívá v v náboženském skepticismu, kde shromáždil většinu základních filosofických i noetických argumentů, mluvících o nerozhodnutelnosti otázky o poznatelnosti bohů. Tady také spadá jeho teorie pravděpodobnosti – tzv. teorie probabilismu. Ta říká, že sice nemůžeme nic vědět jistě, avšak některé věci lze považovat za pravděpodobnější. "Kritériem pravděpodobnosti je jasnost a zřetelnost. Lépe vidíme za světla nebo pokud nejsme unaveni atd.). Druhou podmínkou je společný výskyt dalších představ a jejich pečlivé prozkoumání. (Je třeba prozkoumat všechny okolnosti, stavy, okolí atd.)" Jeho pojetí je ale velmi problematické v tom, že pokud člověk nezná pravdu, může jen stěží určit, co je k pravdě blíže, tzn. co je pravděpodobnější. Dle pojetí Břetislava Horyny tak postavil proti dogmatismu jiný dogmatismus, zdůvodněný „quasi-skepticky“, čímž opustil skeptické hledisko.